# Kiai (jezik)
Kiai jezik (ostali nazivi: fortsenal, forcenal, vorozenale; ISO 639-3: frt) austronezijski jezik uže sjeverne i centralne vanuatske skupine, kojim govori 450 ljudi (Lynch and Crowley 2001). Areal: Espiritu Santo, Sanma provincija, Republika Vanuatu.
Sličan je jeziku Akei [tsr] s kojim uz još 22 jezika pripada podskupini zapadni Santo.

## Vanjske poveznice
- Ethnologue (14th)
- Ethnologue (15th)